# Жёлтогузый канареечный вьюрок
Жёлтогузый канареечный вьюрок (лат. Crithagra xanthopygia) — вид воробьиных птиц из семейства вьюрковых (Fringillidae). Обитает в Эритрее и Эфиопии. Естественная среда обитания — сухая кустарниковая степь в тропиках или субтропиках.

## Таксономия
Вид ранее помещался в род Serinus. Однако затем по результатам исследований ДНК он и некоторые другие виды были перенесены в род Crithagra.